# Ga Kruisstraat
Ga Kruisstraat là một ga đường sắt trên tuyến đường sắt theo dõi Tilburg - Nijmegen. Nó được đặt gần Kruisstraat, 's-Hertogenbosch giữa Sprokkelbosch và Nuland. Ga đường sắt đã được mở cửa vào năm 1881 nhưng đã đóng cửa một lần nữa vào năm 1938. Nhà ga, chưa bao giờ được mở cửa trở lại.